# Rookie (canção)
"Rookie" é uma canção gravada pelo grupo feminino sul-coreano Red Velvet, lançada em 1 de fevereiro de 2018 como single digital pela S.M. Entertainment, juntamente acompanhado com um videoclipe. Foi lançado como single para o extended play Rookie. Escrito pelo letrista Jo Yoon-kyung e produzido por The Colleagues e Jamil 'Digi' Chammas, é uma faixa de dance pop-funk que liricamente compara o amante de uma menina a um novato.

## Antecedentes e composição
"Rookie" foi produzido pela equipe de produção The Colleagues, que trabalhou anteriormente com artistas de rap ocidentais como 2 Chainz e Gucci Mane, e Jamil 'Digi' Chammas que compôs a música junto com Leven Kali, Sara Forsberg, Karl Powell e Harrison Johnson. Russell Steedle, MZMC, Otha 'Vakseen' Davis III, Tay Jasper, enquanto suas letras coreanas foram escritas por Jo Yoon-kyung. O single foi lançado em 1 de fevereiro de 2017 em conjunto com o lançamento do EP e videoclipe.
Musicalmente, a música é caracterizada como uma faixa de dança pop-funk. Tamar Herman, da Billboard, afirmou que a canção "baseia-se na musicalidade pouco convencional do Red Velvet. Por outro lado, Jacques Peterson, do Idolator, descreveu-o como "uma música pura de bubblegum baseada no funk old school e no R&B". Suas letras comparam o amante de uma menina a um "novato", com a palavra sendo repetida durante todo o refrão.

## Recepção critica
"Rookie" foi inicialmente criticado por não ser convencional e confuso, mas acabou ganhando popularidade no país natal do grupo, onde a música liderou várias paradas musicais sul-coreanas.
A música recebeu críticas favoráveis na Coréia do Sul, onde foi elogiada por seu sucesso, apesar das reações anteriores do público. The Korea Herald afirmou que, semelhante aos anteriores lançamentos pop excêntricos do grupo, "Rookie" é "estranho no começo, mas viciante depois". No entanto, Chester Chin, do The Star, comentou que, embora o single principal do EP tenha tido um "arranjo insanamente cativante e entrega enérgica", ele sentiu que é a faixa mais fraca.

## Desempenho nas paradas

### Gráficos semanais
| Parada (2017)                                  | Melhor posição |
| ---------------------------------------------- | -------------- |
| Coreia do Sul (Gaon Digital Chart)             | 3              |
| Estados Unidos (Billboard World Digital Songs) | 4              |

### Gráficos mensais
| Parada (2017)                      | Melhor posição |
| ---------------------------------- | -------------- |
| Coreia do Sul (Gaon Digital Chart) | 3              |

## Histórico de lançamento
| Região           | Data                   | Formato          | Rótulo           |
| ---------------- | ---------------------- | ---------------- | ---------------- |
| No mundo inteiro | 1 de fevereiro de 2017 | Download digital | SM Entertainment |
| Coreia do Sul    | 1 de fevereiro de 2017 | Download digital | SM Entertainment |